# Paulie Gualtieri
Peter Paul "Paulie Walnuts" Gualtieri fiktivni je lik iz HBO-ove televizijske serije Obitelj Soprano kojeg je glumio Tony Sirico. On je kapetan i kasnije podšef u zločinačkoj obitelji DiMeo.

## Životopis
Prema The Sopranos, A Family History, Peter Paul Gualtieri, sin Gennara Gualtierija (iako se kasnije otkriva kako je Pauliejev biološki otac vojnik iz Drugog svjetskog rata zvan "Russ"), od svoje je devete godine bio problematično dijete s ulice. Školu je napustio u devetom razredu te jedan dio mladosti proveo u popravnim domovima. Sa 17 je službeno postao vojnik/tjelohranitelj "Johnny Boya" Soprana, oca Tonyja Soprana i kapetana u zločinačkoj obitelji DiMeo. Njegova majka, za koju se kasnije ispostavlja da je njegova tetka, tijekom Pauliejeva djetinjstva i rane dobi radila je u pekarnici, ali se ubrzo umirovila. Pauliejev djed, koji je imigrirao u Sjedinjene Države 1910. dolazi iz Ariano Irpina, općine u provinciji Avellino, u talijanskoj regiji Campania. Pauliejev djed i Tonyjevi djed i baka s očeve strane bili su iz iste provincije u Italiji. Neko je vrijeme proveo u Američkoj vojsci, ali je izbačen iz psihijatrijskih razloga. Iako Paulie nije imao dugu vojnu karijeru, iznimno se ponosi njome. Kasnije je nekoliko puta boravio u zatvoru zbog raznih kriminalnih aktivnosti. Kasnije se uspio uspeti u hijerarhiji obitelji DiMeo te dostigao čin kapetana, a gotovo šest godina nakon što je Tony postao boss New Jerseyja, Paulie je promoviran u njegova podšefa, dok je Christopher Moltisanti preuzeo Pauliejevu ekipu, koja je prije bila Tonyjeva. 
Paulie je svoj nadimak "Paulie Walnuts" stekao zbog otmice kamiona početkom devedsetih za kojeg je vjerovao da je pun televizijske opreme, ali su u njemu bili samo orasi (eng. walnuts).
Paulie je jedan od najosebujnijih likova u seriji. O njemu se često kaže da je psihopat bez osjećaja; Paulie je izrazito paranoičan te često spominje natprirodne stvari koje je doživio, kao déjà-vu, da je vidio Djevicu Mariju, te posebno svoj stalni strah od smrti. Međutim, unatoč svojim godinama, Paulie je jedan od najekscentričnijih Tonyjevih suradnika i vjerojatno najokrutniji, što se manifestira njegovom paranojom, mizofobijom, natjecateljskom nastrojenošću, tvrdičastom naravi, impulzivnim nasiljem i čestom djetinjastom ovisnošću o Tonyjevu odobravanju.
Za razliku od svojih kolega u mafiji, Paulie ostaje samac i nema izvanbračne djece te odbija pomisao na bračni život. Pauliejeva djevojka nakratko se vidi u devetoj epizodi druge sezone ("From Where to Eternity"); glumi ju Judy Reyes. Jedino s njezino dvoje djece Paulie pokazuje suosjećanje. 

## Ubojstva koja je počinio Gualtieri
| Žrtva                         | Godina                  | Razlog | Epizoda                     |
| ----------------------------- | ----------------------- | --- | --------------------------- |
| Charles "Little Sonny" Pagano | negdje sredinom 1960-ih | Paulie je ubojstvom Pagana počinio svoje prvo plaćeno ubojstvo.                                                              | From Where to Eternity*     |
| Gallegos                      | 1999.                   | Ustrijeljen u glavu zbog vođenja posla s drogom unutar teritorija obitelji DiMeo.                                            | A Hit Is a Hit              |
| Mikey "Grab Bag" Palmice      | 1999.                   | U šumi ga ubijaju Paulie i Christopher zbog urote s Juniorom da se ubije Tony.                                               | I Dream of Jeannie Cusamano |
| Big Pussy Bonpensiero         | 2000.                   | Ubijen na Tonyjevu brodu od strane Paulieja, Silvia i Tonyja zbog doušništva.                                                | Funhouse                    |
| Valerij                       | 2001.                   | Vjerojatno ubijen zbog napada na Paulieja i Christophera. Ustrijeljen u glavu, ali njegova sudbina zapravo ostaje nepoznata. | Pine Barrens                |
| Minn Matrone                  | 2002.                   | Ugušena jastukom u svojem stanu nakon što ga je uhvatila kako joj ispod madraca krade 10.000 dolara.                         | Eloise                      |
| Raoul the Waiter              | 2004.                   | Paulie ga ustrijeli nakon što ga je Christopher pogodio ciglom u glavu nakon kratke svađe.                                   | Two Tonys                   |
| Kolumbijac #1                 | 2006.                   | Paulie i Cary De Bartolo ga ustrijele u vrat tijekom oružane pljačke.                                                        | Mayham                      |
| Kolumbijac #2                 | 2006.                   | Cary De Bartolo ga ustrijeli u prsa, a Paulie ga zatim izbode tijekom oružane pljačke.                                       | Mayham                      |

*Prvo se samo spominje. Dogodilo se prije događaja iz prve epizode serije.

## Vanjske poveznice
- Profil Paulieja Gualtierija na hbo.com
- Paulie Gualtieri u internetskoj bazi filmova IMDb-u